# Yle
Yleisradio (nome completo em finlandês Yleisradio Oy, sueco Rundradion Ab) é a emissora pública da Finlândia. Fundada em 1926, é membro da União Europeia de Radiodifusão (UER) e da Nordvision, um grupo de emissoras estatais dos países nórdicos. A organização é semelhante à BBC, no Reino Unido.
A Yleisradio é subordinada ao ministério dos transportes e da informação, sendo em 99,9% propriedade estatal. A radiodifusão é financiada em 90% através taxas de licença obrigatória. É uma organização independente do governo.
A sede principal fica no distrito de Pasila, em Helsínquia. O segundo programa, Yle TV2, é produzido em Tampere. Existem redações menores distribuídas por todo o país.

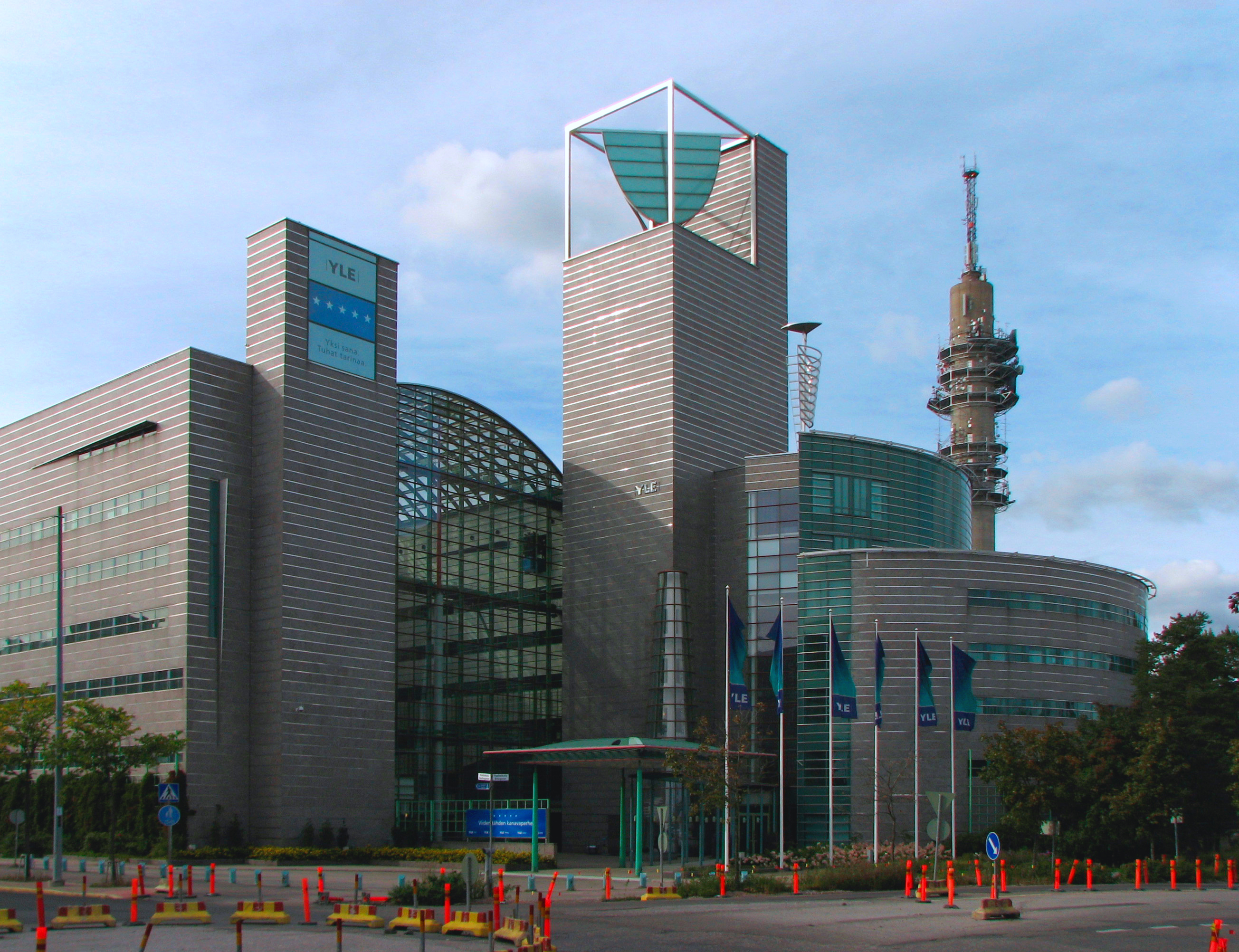
Edifícios da estação Yle em Pasila, Helsínquia.

Durante a Guerra Fria, era a única estação de rádio, ao lado da austríaca ORF, a pertencer tanto à organização de radiodifusão ocidental, a Eurovisão, como à Intervisão, a ex-radiodifusão dos países do Bloco do Leste.

## Televisão

### Canais Nacionais
| Logótipo | Canal           | Descrição | Fundação                       |
| -------- | --------------- | --- | ------------------------------ |
|          | Yle TV1         | Principal canal da Yle, com programação com predominância nas notícias, dramaturgia, documentários, filmes, cultura e entretenimento. | 1 de janeiro de 1958 (67 anos) |
|          | Yle TV2         | Canal generalista dirigida ao público jovenil, com programação baseada em series, entretenimento, deporto e cinema. | 7 de março de 1965 (60 anos)   |
|          | Yle Teema & Fem | Canal com programação cultural, educativa e artística, focando-se nas artes, musica clássica, história e filmes. Dirige-se, também, aos habitantes de língua sueca na Finlândia, com programss em sueco, com legendas em finlandês presentes na maioria dos programas. Também transmite filmes originários dos países nórdicos e na língua lapônica através do canal Ođđasat e também transmite programas do canal estatal sueco Sveriges Television. | 24 de abril de 2017 (7 anos)   |
|          | TV Finland      | Transmite programas de todos os canais Yle. | 1986 (28-29 anos)              |

### Outros Canais Nacionais
| Logótipo | Canal        | Descrição                                  | Fundação                        |
| -------- | ------------ | ------------------------------------------ | ------------------------------- |
|          | Yle TV1 HD   | Simultâneo em alta definição da Yle TV1.   | 28 de janeiro de 2014 (11 anos) |
|          | Yle TV2 HD   | Simultâneo em alta definição da Yle TV2.   | 28 de janeiro de 2014 (11 anos) |
|          | Yle Teema HD | Simultâneo em alta definição da Yle Teema. | 28 de janeiro de 2014 (11 anos) |
|          | Yle Fem HD   | Simultâneo em alta definição da Yle Fem.   | 28 de janeiro de 2014 (11 anos) |

## Radio

### Antenas Nacionais
| Logótipo | Estação         | Descrição | Fundação                        |
| -------- | --------------- | --- | ------------------------------- |
|          | Yle Radio 1     | Estação orientada para a cultura e informação, emitindo música clássica (concertos da Orquestra Sinfónica da Rádio Finlandesa), jazz, folk, world music e também música religiosa. | 1926 (88-89 anos)               |
|          | YleX            | Estação orientada para o público jovem-adulto e à cultura popular, emitindo música pop e rock estrangeiras e programas musicais especiais.                                         | 13 de janeiro de 2003 (22 anos) |
|          | Yle Radio Suomi | Estação composta por 17 emissoras regionais, emitindo informação nacional e regional, desporto e entretenimento, mas também hits estrangeiros, música pop adulta e nostálgica.     | 1990 (24-25 anos)               |
|          | Yle Puhe        | Estação com programação geral, emitindo notícias, programas culturais, debates e entretenimento.                                                                                   | 11 de junho de 2006 (18 anos)   |
|          | Yle X3M         | Estação com programação em sueco, emitindo debates, notícias e cultura popular, mas também música pop e rock.                                                                      | 1 de outubro de 1997 (27 anos)  |
|          | Yle Radio Vega  | Estação com programação em sueco, emitindo informação, programas culturais e também música pop, jazz e música clássica.                                                            | 1997 (17-18 anos)               |
|          | Yle Sámi Radio  | Estação orientada para o público de língua lapônica. | 1947 (67-68 anos)               |